# رانومي كروموفيديويو
رانومي كروموفيديويو (Ranomi Kromowidjojo) هي لاعبة أولمبية لرياضة السباحة من هولندا. شاركت في الأولمبياد الصيفي في 2008–2012، وفازت بما مجموعه 4 ميداليات.

## الميداليات
| ذهب | فضة | برونز | المجموع |
| 3   | 1   | 0     | 4       |

## روابط خارجية
- رانومي كروموفيديويو على موقع IMDb (الإنجليزية)
- رانومي كروموفيديويو على موقع الاتحاد الدولي للسباحة (الإنجليزية)
- رانومي كروموفيديويو على موقع SwimRankings.net (الإنجليزية)
- رانومي كروموفيديويو على موقع اللجنة الأولمبية الدولية (الإنجليزية)
- رانومي كروموفيديويو على موقع أوليمبيديا (الإنجليزية)
- رانومي كروموفيديويو على موقع تيم أن.أل (الهولندية)
- رانومي كروموفيديويو على موقع اللجنة الأولمبية الهولندية (الهولندية)